# Obrada informacija (psihologija)
U kognitivnoj psihologiji, obrada informacija je pristup cilju razumevanja ljudskog razmišljanja koji tretira spoznaju kao suštinski računarsku prirodu, pri čemu je um softver, a mozak hardver. Nastala je tokom 1940-ih i 1950-ih, nakon Drugog svetskog rata. Pristup obradi informacija u psihologiji je blisko povezan sa računarskom teorijom uma u filozofiji; takođe je u vezi sa kognitivizmom u psihologiji i funkcionalizmom u filozofiji.

## Dva tipa
Obrada informacija može biti vertikalna ili horizontalna, od kojih svaka može biti centralizovana ili decentralizovana (distribuirana). Pristup horizontalno distribuirane obrade postao je popularan pod nazivom konekcionizam sredinom 1980-ih. Mreža konekcionista je sastavljena od različitih čvorova i funkcioniše pomoću „efekta pražnjenja“, a to se dešava kada „primarni čvor aktivira povezani čvor“. Ali „za razliku od semantičkih mreža, to nije jedan čvor koji ima specifično značenje, već je znanje predstavljeno u kombinaciji različito aktiviranih čvorova“ (Goldstajn, kako je citirano u Sternbergu, 2012).

## Bibliografija
- Denning, P. J.; Bell, T. (2012). „The Information Paradox”. American Scientist. св. 100 бр. 6. стр. 470—477. doi:10.1511/2012.99.470.
- Horst, Steven (пролеће 2011). „The Computational Theory of Mind”.  Ур.: Edward N. Zalta. The Stanford Encyclopedia of Philosophy (Spring 2011 изд.).
- Lehrl, S.; Fischer, B. (1990). „A Basic Information Psychological Parameter (BIP) for the Reconstruction of Concepts of Intelligence”. European Journal of Personality. 4 (4): 259—286. S2CID 143547241. doi:10.1002/per.2410040402.
- Linden, D. E. (2007). „The working memory networks of the human brain”. The Neuroscientist. 13 (3): 257—269. PMID 17519368. S2CID 23799348. doi:10.1177/1073858406298480.
- McGonigle, D.; Mastrian, K. (2011). Introduction to information, information science, and information systems (PDF) (2 изд.). Jones & Bartlett. стр. 22.
- McLeod, S. A. (2010). „Formal operational stage”. SimplyPsychology.
- Nake, F. (1974). Ästhetik als Informationsverarbeitung [Aesthetics as information processing] (на језику: немачки). Springer. ISBN 978-3-211-81216-7.,  978-3-211-81216-7
- Presnell, F. (1999). „Jean Piaget”. Архивирано из оригинала 2017-10-28. г. Приступљено 2012-12-03.
- Shannon, C.; Weaver, W. (1963). The mathematical theory of communication. Urbana, IL: University of Illinois Press.
- Steinberg, L. (2010). Adolescence (9th изд.). New York, NY: McGraw Hill.
- Sternberg, R. J.; Sternberg, K. (2012). Cognitive psychology (6th изд.). Belmont, California: Wadsworth. стр. 21, 193—205, 212—213.
- Eppler, M.J.; Mengis, J. (2004). „The Concept of Information Overload: A Review of Literature from Organization Science, Accounting, Marketing, MIS, and Related Disciplines”. The Information Society. 20 (5): 325—344. doi:10.1080/01972240490507974.